# アナーニ
アナーニ（伊: Anagni）は、イタリア共和国ラツィオ州フロジノーネ県にある、人口約21,000人の基礎自治体（コムーネ）。
ローマの東約60kmに位置する、ヴァッレ・ラティーナ地方の歴史的な中心都市である。
ローマ帝国時代には皇帝の避暑地となり、中世にはローマ教皇がしばしば滞在した。1303年、フランス王フィリップ4世が教皇ボニファティウス8世を捕えた「アナーニ事件」の舞台としても知られる。

## 地理

### 位置・広がり
フロジノーネ県の西部にあり、県都フロジノーネから西北へ約20km、ラティーナから西北へ38km、首都ローマから東南東へ約58kmの距離にある。

#### 隣接コムーネ
隣接コムーネは以下の通り。括弧内のRMはローマ県所属を示す。
- アクート
- フェレンティーノ
- フモーネ
- ガヴィニャーノ (RM)
- ゴルガ (RM)
- モンテラーニコ (RM)
- パリアーノ
- ピーリオ
- ズグルゴラ

### 市街・集落
アナーニの街は海抜460mの丘の上に広がる、ローマ時代の堅牢な城壁に囲まれた中世都市で、町じゅうに急坂と曲がりくねった小道がみられる。
街は8つのコントラーデ（小地区）に分けられる。すなわち、Castello, Torre, Trivio, Tufoli, Piscina, Colle Sant'Angelo, Valle Sant'Andrea, Cerere である。

### 気候分類・地震分類
アナーニにおけるイタリアの気候分類 (it) および度日は、zona D, 1911 GGである。
また、イタリアの地震リスク階級 (it) では、zona 2B (sismicità media) に分類される。
- 市街
- カブール広場

## 歴史

### 先史・古代

紀元前5世紀のラティウムの諸民族（ラテン語表記）

この地で発見された旧石器時代の遺物によれば、人類の居住は70万年前にさかのぼる。フォンタナ・ラヌッチオからは、ホモ・エレクトゥスの歯や、骨角器や火打石が発見されている。
古くはアナグニア（Anagnia）と呼ばれていた。ティトゥス・リウィウスやウェルギリウスらの文献にはアナーニについての言及がほとんどないが、早い時期にローマの影響圏に入っていたようである。この地域に暮らしていたのはヘルニキ族の一派で、マルシ族 (Marsi) の末裔である。この地に暮らす人々は、マルシ族の言葉で herna（石）と呼ばれており、これは「石の多い丘に住んでいる人々」といった意味を持つ。かれらの言葉は2つの単語のみが記録に残されている。すなわち、供物とされた皮革の切れを意味する Samentum、葬儀における嘆きの示し方である Bututti である。
アナーニのもっとも古い市街地は、北東部のアクロポリス（現代では大聖堂、トゥフォリ門、ダンテ広場がある場所）であり、城壁はほぼ正方形に切り出された石によって組まれている（opus quasi-quadratum）。アナーニはヘルニキ族の精神的な中心地である重要な都市で、寺院や聖域が置かれていた。のちに皇帝マルクス・アウレリウスが残した著述によれば、紀元2世紀の時点でこれらの寺院には、亜麻布のコデックス（写本）の形でエトルリアの聖なる書物を多く収蔵していたという（この種の書物で現存するものに、Liber Linteus がある）。考古学的の進展により、紀元前6世紀ごろのヘルニキとエトルリアの経済的・文化的交流が明らかになっており、マグナ・グラエキアとの交易の中心地であったと考えられている。
Aletrium （アラトリ）や Capitulum（ピーリオ）、Verulae（ヴェーロリ）、Ferentinum（フェレンティーノ）といったヘルニキ族の都市は、Anagnia（アナーニ）を盟主とした連合体（Confoederatio Hernica）を結んでいた。かれらはローマによって征服されるまで、宗教的・政治的な会合を開いていた。

### 古代ローマ
紀元前306年、ローマとヘルニキの同盟条約に違反したとの名目でローマ人はアナーニを攻撃してヘルニキ連合を破り、連合を解体した（ローマ・ヘルニキ戦争を参照）。アナーニはローマに併合され、市民はキウィタス・シネ・スッフラギオ（投票権無しのローマ市民）に位置付けられた。
帝政期、多くの皇帝たちがローマの暑熱を避け、アナーニで夏を過ごした。この中には、マルクス・アウレリウス・アントニヌス、セプティミウス・セウェルス、コンモドゥス、カラカラといった有名な皇帝たちがいる。
ローマの統治下において、城壁の改修がおこなわれたのをはじめとして、都市の姿は大きく変わった。拡大した居住区を守る通称「セルウィウスの壁」は石のブロックを交互に積み上げてつくられたもので、紀元前3世紀にさかのぼる。
帝政末期の政治的・経済的な危機は、アナーニの町にも大きな影響を及ぼした。帝政期を通じて主要な街道に沿って発展した郊外地区では人口が激減した。都市の中でも標高の低い部分は放棄され、植物が繁茂するようになった。10世紀、城壁内のある地区が Civitas Vetus（旧市街）という地名で記録されていることは、都市の縮小を証明している。

### アナーニとローマ教皇

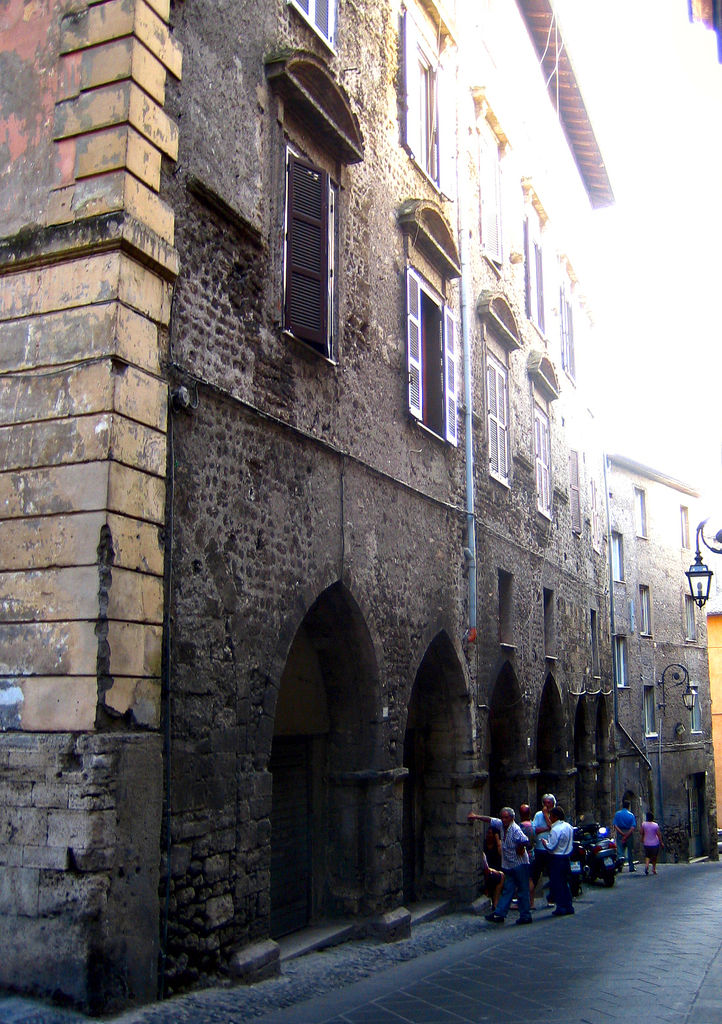
中世のパラッツォ（邸宅）

5世紀以後、アナーニにはカトリック教会の重要な司教座が置かれた。 9世紀には、かつてケレース神殿があった跡地に最初の大聖堂が建設された。10世紀には農業の復興（「再征服」）がはじまり、聖職者たちの権力がそれを支援した。農業の復興により、資源を活用することができるようになった世俗領主は、農民たちのためにより強固な居住地を築くことが出来るようになり、経済的な発展と人口の増大がみられるようになった。
10世紀から11世紀にかけて、アナーニは教皇庁との関係を深めた。教皇たちは疫病が頻発するローマよりも、アナーニのほうが安全で健康的であると考えるようになった。アナーニの内部にも様々な派閥がありはしたが、ローマの教会に対して忠実な都市であった。12世紀から13世紀にかけて、教皇は好んでアナーニに滞在するようになり、その結果として、この時期の教皇権と皇帝権（教皇派と皇帝派）の抗争の重要なできごとは、この都市を舞台に行われることとなった。
1122年、教皇カリストゥス2世はヴォルムス協約に関する教皇教書をアナーニで発している。クレーマ包囲戦（教皇派の都市が皇帝フリードリヒ1世の包囲を受けた）のさなかの1159年、ハドリアヌス4世は、ミラノなど北イタリアの教皇派都市の使節を受け入れた。ハドリアヌス4世はこの都市で没し、跡を継いだアレクサンデル3世はアナーニの大聖堂でフリードリヒ1世の破門を宣告している。1176年のレニャーノの戦い（教皇派のロンバルディア同盟がフリードリヒ1世を破った戦闘）ののち、アレクサンデル3世は皇帝の使節を受け入れ、和平協定である「アナーニの和約」が準備された。
13世紀はアナーニの黄金時代であった。アナーニは100年間に4人の教皇を輩出している。有力貴族コンティ家 (it:Conti di Segni) 出身のインノケンティウス3世（在位:1198年 - 1216年）は、ローマ教皇権の絶頂期を築いた人物である。フリードリヒ2世のドイツ皇帝即位を支持し、アッシジのフランチェスコの活動を認めるなど、同時代においてもっとも傑出した人物のひとりであった。1代おいて教皇となったグレゴリウス9世（在位：1227年 - 1241年）はインノケンティウス3世の甥で、すぐれた法学者でもあった。1227年には、アナーニ大聖堂において、十字軍実行の約束を果たさなかったフリードリヒ2世を破門した。フリードリヒ2世は破門されたまま第6回十字軍を組織し、外交交渉によってエルサレムを手中に収めた。1230年、グレゴリウス9世はフリードリヒ2世をアナーニに迎え、破門を解いている。グレゴリウス9世の親族であったアレクサンデル4世（在位：1254年 - 1261年）は、パリ大学を中心に巻き起こった托鉢修道会批判に直面し、批判勢力の指導者であるWilliam of Saint-Amourに対して、1256年にアナーニで公式の非難を行っている。また、アッシジのキアラの列聖（1255年）もアナーニで行われた。

### アナーニ事件と黄金時代の終わり

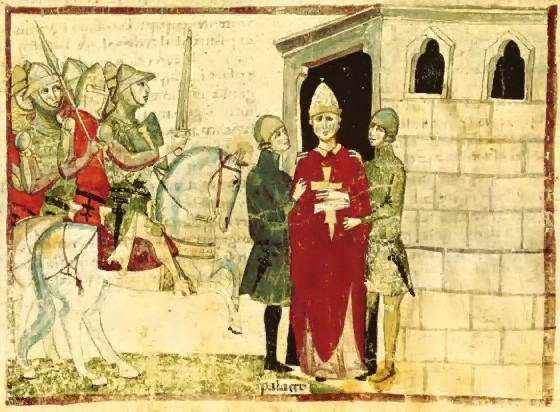
アナーニ事件

ボニファティウス8世（在位: 1294年 - 1303年）は、アナーニ出身の4人目の教皇であるとともに、この町の名を刻んだ「アナーニ事件」の当事者となった人物である。カエターニ家出身のボニファティウス8世は、ケレスティヌス5世の陰惨な退位（退位後、アナーニに近いフモーネの城に幽閉された）の後に教皇に選出されたが、フランス人枢機卿とコロンナ家によって反対された。ボニファティウス8世は、1300年を最初の聖年とし、またローマ大学を創設した。
この頃、フランスでは中央集権化を進める国王フィリップ4世が聖職者への課税をはかり、教皇と激しく対立した。1302年10月、教皇は回勅「ウナム・サンクタム」を発し、ローマ教皇権の至上性と、王権への優位を主張した。フィリップ4世は三部会の支持を得、ボニファティウス8世を放逐するための遠征を企図した。
1303年9月7日、フランス宰相ギヨーム・ド・ノガレは、2000人の傭兵（騎兵及び歩兵）を率い、アナーニの教皇宮殿を攻撃した。教皇と対立していたコロンナ家はこれに協力した。教皇の随員の多くや、教皇最愛の甥であるフランチェスコは間もなく逃げ去り、最後まで教皇に従ったのはペドロ・ロドリゲス枢機卿のみであった。宮殿は略奪され、教皇も危うく殺害されるところであったが、ノガレは兵士を派遣して教皇殺害を防いでいる。教皇はフランス兵およびイタリア兵によって捕えられた。囚人となった68歳の教皇は虐待と言うべき扱いを受け、3日間にわたって飲食物を与えられなかった。アナーニの市民は略奪者たちに対して反撃し、教皇を幽閉から救い出した。教皇は9月13日にローマに帰還したが、この事件によって衝撃を受けた教皇は10月11日にローマで没した。教皇の側近は、教皇が悔しさのあまりに没したと主張しており、教皇の死は「憤死」と表現される。
事件によってカエターニ家の野望は潰え、アナーニの黄金期は去り、教皇絶対主義も崩壊した。ボニファティウス8世の後を継いだフランス人のクレメンス5世は南フランスに移され、教皇権低迷の時代が始まる（アヴィニョン捕囚）。
1348年、アナーニはドイツ人傭兵Werner von Urslingenによって略奪され、町は廃墟と化した。

### 都市の改修
アナーニの城壁や都市は、紀元後1000年以上の長い間にわたって補修が繰り返されてきたが、大きな変化がもたらされたのは16世紀である。
1556年、教皇パウルス4世とスペイン王フェリペ2世が争い（イタリア戦争参照）、アナーニは戦場となった。アルバ公フェルナンド・アルバレス・デ・トレド率いるスペイン軍はアナーニを包囲して砲撃を加え、教皇軍の撤退によって町はスペイン軍によって占領された。アナーニの町、特に城壁は大きな被害を受けた。1564年には教皇ピウス4世によって都市の要塞化が図られたが、これによって都市の景観はさらに損なわれることになってしまった。
1579年前後に、この町の司教であり市長でもあったベネデット・ロメリーノ（Benedetto Lomellino）枢機卿によって都市と城壁の改修作業がはじめられた。改修が行われたのは短い期間ながら、建築構造や中世の建築・装飾様式を修復することを特徴として計画的に行われた。1633年頃に、大規模な建築物・都市の再建がはじめられ、アナーニの教会群の現在の景観を決定づけた。新たな建築規則では、既存のゴシック・ローマ建築はそのまま触れないこととされたが、古代の大邸宅は豪華な正面装飾を加えられて再構成されるようになった。都市の繁栄によって文化水準が再び高まる19世紀の終わりまで、建築物の変容は続いた。

### 近現代
近代のアナーニには、多くの機関や組織が生まれてさまざまな学校が創設され、長い文化的伝統を受け継ぐ研究の中心地としていった。1890年にはマルゲリータ王妃の臨席のもと、孤児の少女を中等学校教師として養成するための寄宿学校が開設された。1897年にはレオ13世によって神学校 Collegio Leoniano が開設された。1930年には、王太子ウンベルト（のちのウンベルト2世）の名を冠した寄宿学校が、地方公共団体職員の子弟のために開設された。
第二次世界大戦後、アナーニ周辺は重要な工業地区となった。地方の経済は豊かになったが、その一方で環境やアナーニの文化・伝統にも悪い影響を及ぼした。
アナーニには近年まで教皇の夏の別荘があった。

## 行政

### 山岳部共同体
広域行政組織である山岳部共同体「モンティ・エルニチ山岳部共同体」 (it:Comunità montana Monti Ernici) （事務所所在地: ヴェーロリ）を構成するコムーネの一つである。

### 分離集落
アナーニには、以下の分離集落（フラツィオーネ）がある。
- Ara la Stella, Osteria della Fontana, San Filippo, Tufano/Vallevona, San Bartolomeo, Faito, Vignola-Monti, Pantanello, Cucugnano, Collacciano

## 文化・観光

### 大聖堂
アナーニの大聖堂は、聖母マリアに捧げられたロマネスク様式の教会堂である。1071年から1105年にかけて建設され、13世紀半ばにゴシック様式が付け加えられた。大聖堂で特筆すべき部分はその地下で、この町の守護聖人であるアナーニの聖マグヌス (Magnus of Anagni) や、聖セクンディナの墓がある。自然哲学や黙示録、旧約聖書にある契約の箱などを表現したフレスコ画がすべての壁や部屋を覆っており、イタリアにおけるロマネスク・ビザンチン芸術の傑作とされている。
- 大聖堂
- 大聖堂内部
- 大聖堂内部
- 契約の箱を描く壁画

### その他
- 教皇宮殿（ボニファティウス3世の宮殿）
- Palazzo della Ragione（市庁舎）

1163年、ブレシアの建築家 Jacopo da Iseoによって建設された。既存の2つの建築物をポルチコで接続したものである。正面にはカエターニ家とオルシーニ家の紋章が掲げられている。
- カーサ・ジーリ（Casa Gigli）

中世の邸宅で、19世紀にスウェーデンの画家Albert Barnekowによって改修された。
町の南には、ローマ皇帝アントニヌス・ピウスによって建てられた離宮ヴィラ・マグナ (Villa Magna) がある。2006年以降、ヴィラ・マグナでは米国のペンシルベニア大学、ローマのブリティッシュスクール (British School at Rome) 、Soprintendenza ai Beni Archeologici del Lazio が共同で発掘作業を進めており、ワイン生産に使われたと推定される装飾された大規模な建物などが確認されている。
- 教皇宮殿
- Palazzo della Ragione
- カーサ・ジーリ

## 交通

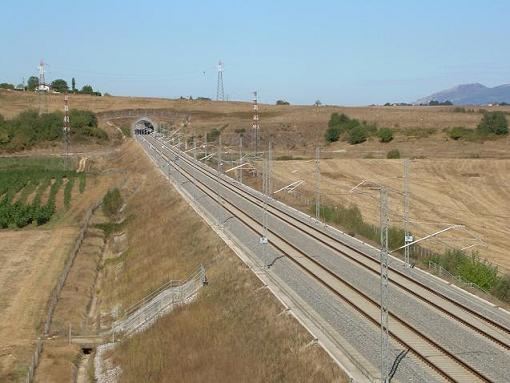
ローマ-ナポリ高速線（アナーニ付近）

古代、ローマとナポリを結んでいたラティーナ街道がこの地を経由していた。現在でも鉄道・道路が通過している。

### 鉄道
- ローマ-ナポリ高速線
- ローマ＝フロジノーネ＝カッシーノ＝ナポリ線

### 道路
高速道路
- アウトストラーダ A1

欧州自動車道路
- E45号線 （アウトストラーダA1）

国道
- SS6号線  (it:Strada statale 6 Via Casilina)
- SS156racc  (it:Strada statale 155 di Fiuggi)

## 姉妹都市
- グニェズノ（ポーランド・ヴィエルコポルスカ県）
- リル＝シュル＝ラ＝ソルギュ（フランス語版）（フランス・プロヴァンス＝アルプ＝コート・ダジュール地域圏）

## 人物

### 著名な出身者
一部、アナーニ近郊のコムーネも含む。
- インノケンティウス3世 - 第176代ローマ教皇。ガヴィニャーノ生まれ。
- グレゴリウス9世 - 第178代ローマ教皇。
- アレクサンデル4世 - 第181代ローマ教皇。イェンネ生まれ。
- ボニファティウス8世 - 第193代ローマ教皇。
- ナターレ・デ・カロリス（英語版） - オペラ歌手。
- マルエラ・アルクリ（英語版） - モデル、女優。